# Deolinda Lopes Vieira
Deolinda Lopes Vieira (Santiago Maior, Beja, 8 de Julho de 1888 — São Mamede, Lisboa, 6 de Junho de 1993) foi uma professora primária, formada pela Escola Normal Primária de Lisboa, militante anarco-sindicalista, activista feminista e membro da maçonaria. Foi professora na Escola-Oficina n.º 1 , uma instituição educativa de Lisboa de influência anarquista e libertária, e no ensino oficial, nos quais se dedicou ao ensino primário e à educação infantil.

## Biografia
Nascida a 8 de Julho de 1888, na cidade alentejana de Beja, Deolinda Lopes Vieira era filha de Maria Claudina Lopes, uma doméstica solteira, natural de Boliqueime, concelho de Loulé, e de José Gonçalves Vieira, um caixeiro viajante, que apenas a perfilhou em 1894. Após ter frequentado o ensino primário na sua cidade natal, aos 12 anos de idade mudou-se com a família para Lisboa, onde completou o curso de professora primária na Escola Normal Primária de Lisboa , ao tempo uma instituição progressista dominada por um forte desejo de reforma pedagógica e social.
Ainda antes da Primeira República, durante a frequência do curso, na secção feminina, que se situava no Largo do Calvário, em Alcântara, começou a envolver-se em várias causas políticas e de direitos civis, nomeadamente ao aderir ao campo republicano, sendo entusiasta do Partido Republicano, ao feminismo e ao anarco-sindicalismo, tendo participado na greve académica de 1907, contra o governo de João Franco, e encontrado fundamento para as suas opções políticas e sociais na leitura das obras de autores como Leon Tolstoi, Piotr Kropotkin, Élisée Reclus, Sébastien Faure e Jean Grave.
Em 1910, começou a trabalhar como professora na Escola-Oficina N.º 1, situada no Largo da Graça, em Lisboa. Por esta ocasião, com a chegada da República, e apesar das suas humildes origens, rapidamente conseguiu inserir-se nos meios intelectuais não só da alta sociedade portuguesa como nos mais ligados às ideologias de extrema-esquerda, anarquia e de livre pensamento, chegando a intervir no Segundo Congresso do Livre Pensamento, a 17 de Outubro, onde secretariou a sessão nocturna. Por esta ocasião, terá conhecido o seu futuro marido António Pinto Quartin, um intelectual e activista brasileiro de origem portuguesa, divulgador do anarquismo e promotor de projectos culturais e jornalísticos como O Protesto - Guerra Social (1908-1909), Amanhã  (1909), no qual Deolinda colaborou, e Terra Livre (1913).
Em 1913, partiu para o Brasil, acompanhando António Pinto Quartin que fora expulso de Portugal devido à sua militância anarquista. Permaneceu no país até 1915, ano em que a família foi autorizada a regressar a Portugal.
Após o seu regresso, voltou a exercer como professora não só na Escola-Oficina N.º 1 mas também em algumas escolas móveis republicanas, actividade que manteve até à extinção daquelas escolas em 1930, resultado da repressão da Ditadura Nacional. Ao mesmo tempo participava nas experiências pedagógicas que eram conduzidas no âmbito dos movimentos libertários e da acção de reforma da educação infantil promovida por Adolfo Lima e o seu grupo de professores e educadores normalistas. Posteriormente, regressou à Escola Normal Primária de Lisboa, ao tempo já a funcionar em Benfica, onde em 1919 se especializou em educação infantil, sob a égide de Adolfo Lima. A partir de então passou a trabalhar alternadamente na Escola-Oficina e no ensino oficial pré-escolar, recém-criado no âmbito das reformas educativas da Primeira República Portuguesa.
Após a Revolução Nacional de 28 de Maio de 1926 a sua acção foi progressivamente reduzida, primeiro com a extinção das escolas móveis em 1930 e depois com o fim do ensino infantil em 1932. Foi então transferida para uma escola do ensino primário oficial onde se manteve até se aposentar em 1940.
A sua participação na vida pública não se limitou ao âmbito do ensino primário e infantil, incluindo, para além participação activa num projecto de escola alternativo ao ensino e educação oficiais, centrado na Escola-Oficina N.º 1 de influência anarquista e libertária, a participação em movimentos sociais feministas, de inspiração republicana, como o Conselho Nacional das Mulheres Portuguesas, fundado em 1914, e em projectos maçónicos, com destaque para a introdução em Portugal de um ramo da maçonaria mista francesa Le Droit Humain (L'Ordre Maçonnique Mixte et International "Le Droit Himain"), sendo fundadora da Loja Humanidade (1923) da cidade de Lisboa, na qual adoptou o nome simbólico de Maria Amália Vaz de Carvalho.
No âmbito da militância feminista, foi uma das pioneiras do feminismo em Portugal. Fez parte da comissão organizadora e participou no 1.º Congresso Feminista e de Educação, realizado em Lisboa de 4 a 9 de Maio de 1924 no salão nobre da Associação dos Socorros Mútuos dos Empregados de Comércio de Lisboa. Nesse congresso apresentou uma tese de carácter pedagógico-social intitulada "Educação de anormais", versando questões relacionadas com o ensino de crianças portadoras de deficiência. 
Embora já em plena vigência da Ditadura Nacional precursora do Estado Novo, o Conselho Nacional das Mulheres Portuguesas, com Deolinda Lopes Vieira na comissão organizadora, realizou em Junho de 1928 o 2.º Congresso Feminista Português, no qual apresentou uma tese sobre a "Escola Única", em defesa da coeducação, ao tempo um tema de grande sensibilidade e actualidade já que no ano anterior a Ditadura Nacional fizera publicar o Decreto n.º 13791, de 16 de Junho de 1927, abolindo o regime de coeducação na generalidade das escolas de ensino primário.
Foi membro activo da Liga de Acção Educativa, sendo em 1928 eleita para a Comissão de Educação e Defesa da Criança. Também participou activamente em órgãos sindicais do pessoal docente, entre os quais a Associação dos Professores de Portugal.
Colaborou em revistas pedagógicas e na Liga de Acção Educativa e foi uma destacada militante feminista, participando na organização de várias associações, entre elas o Conselho Nacional das Mulheres Portuguesas, em cujas actividades participou desde a fundação em 1914 até à extinção em 1947. Foi membro fundador da maçonaria feminina em Portugal, integrada na Loja Humanidade da Ordem Maçónica Mista e Internacional "O Direito Humano". Casou em Lisboa, na 1.ª Conservatória do Registo Civil, a 24 de junho de 1936, com o jornalista António Pinto Quartin, com quem já tinha sido mãe de Orquídea Vieira Quartin, de Hélio Vieira Quartin (Lisboa, 21 de Novembro de 1916 - Almada, Almada, 25 de Dezembro de 2003) e da actriz Glicínia Quartin (Lisboa, 1924 - 2006).
Morreu a 6 de junho de 1993, na freguesia de São Mamede, em Lisboa.